# 咬蘋果

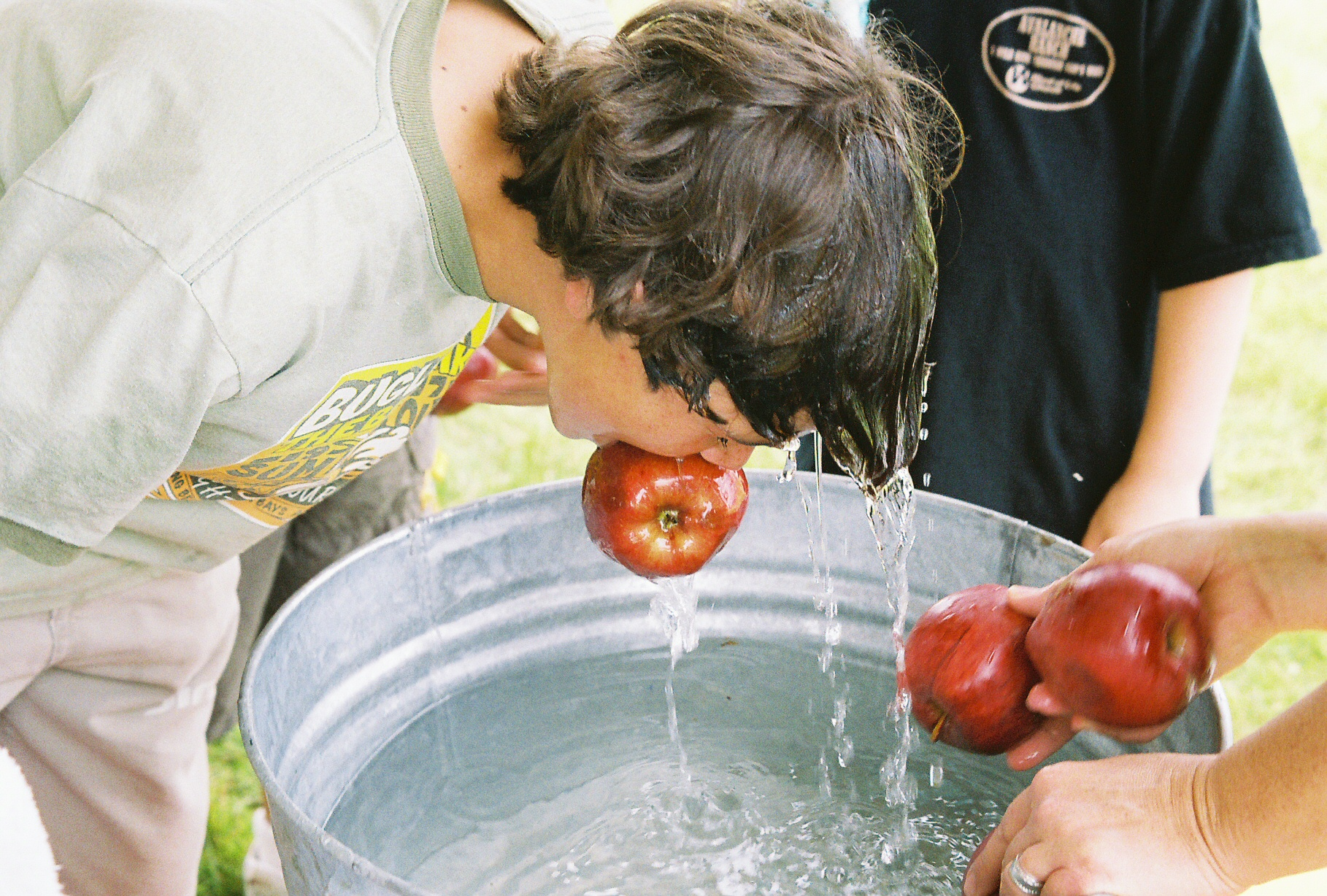
一場正在進行的咬蘋果的萬聖節遊戲

咬蘋果（Apple bobbing，或bobbing for apples）是一個萬聖夜時的常見遊戲。遊戲進行時將蘋果放入盛滿水的水盆或水缸裡, 玩家要用牙齒將浮在水面的蘋果咬出才算勝利。
在蘇格蘭，咬蘋果被稱為dooking（即ducking） 。在北英格蘭則常叫做apple ducking或duck-apple。
在愛爾蘭，主要是凱里郡，此遊戲被稱作Snap Apple，而在紐芬蘭與拉布拉多，“Snap Apple Night”（咬蘋果之夜）是万圣夜的代稱。

## 歷史

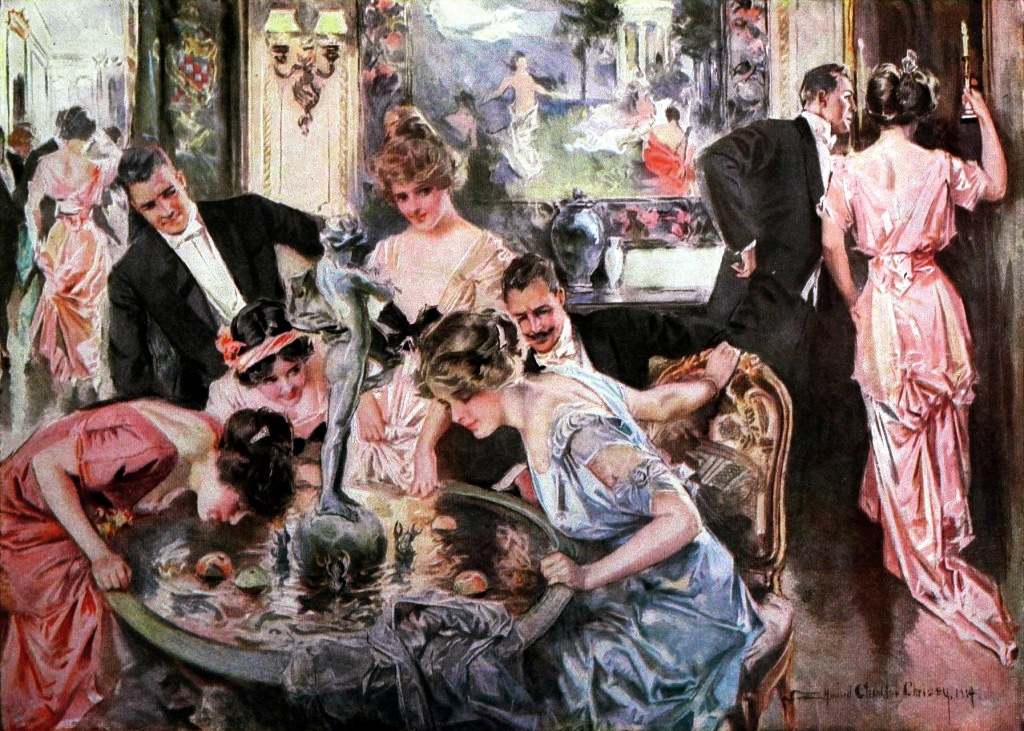
《Halloween》，霍華德·錢德勒·克利斯蒂，1915

羅馬不列顛時代，羅馬人帶著象徵波摩納女神的蘋果樹來到了不列顛。 傳統上是由未婚女性來進行著這場遊戲，第一個咬到蘋果的人被認為會第一個結婚。
咬到蘋果的女孩也會將蘋果放在枕頭下面，據說這樣做就可以夢到她們的情人。